# Línea 48 (Urbanos de Zaragoza)
La línea 48 era una línea regular diurna de los Transportes Urbanos de Zaragoza (TUZSA). Realizaba el recorrido comprendido entre el Paseo de Pamplona y el Parque del Agua en la ciudad de Zaragoza (España).
Tenía una frecuencia media de 60 minutos. Presta servicio únicamente miércoles y domingos.
La línea se inauguró el 2 de febrero de 2009 y se clausuró el 2 de julio de 2012.